# Sticherus hastulatus
Sticherus hastulatus là một loài dương xỉ trong họ Gleicheniaceae. Loài này được Rosenst. Nakai mô tả khoa học đầu tiên năm 1950.